# Gouesnach
Gouesnach (bretonisch Gouenac’h) ist eine französische Gemeinde im Südwesten der Bretagne im Département Finistère mit 2765 Einwohnern (Stand 1. Januar 2022).

## Lage
Die Gemeinde befindet sich nahe der Atlantikküste bei Bénodet. Quimper liegt acht Kilometer nördlich, die Groß- und Hafenstadt Brest 60 Kilometer nordnordwestlich und Paris etwa 480 Kilometer östlich (Angaben in Luftlinie).

## Verkehr
Bei Quimper und Rosporden gibt es Abfahrten an der Schnellstraße E 60 Brest–Nantes und Bahnhöfe an der überwiegend parallel verlaufenden Regionalbahnstrecke in Richtung Brest und Nantes. Der Bahnhof von Brest ist Endpunkt des TGV Atlantique nach Paris.
Die Flughäfen Aéroport de Lorient Bretagne Sud bei Lorient und Aéroport de Brest Bretagne nahe Brest sind die nächsten Regionalflughäfen.

## Bevölkerungsentwicklung
| Jahr                       | 1962 | 1968 | 1975 | 1982 | 1990 | 1999 | 2009 | 2017 |
| Einwohner                  | 901  | 835  | 1134 | 1487 | 1769 | 2119 | 2535 | 2769 |
| Quellen: Cassini und INSEE |      |      |      |      |      |      |      |      |

## Sehenswürdigkeiten
- Kirche Saint-Pierre

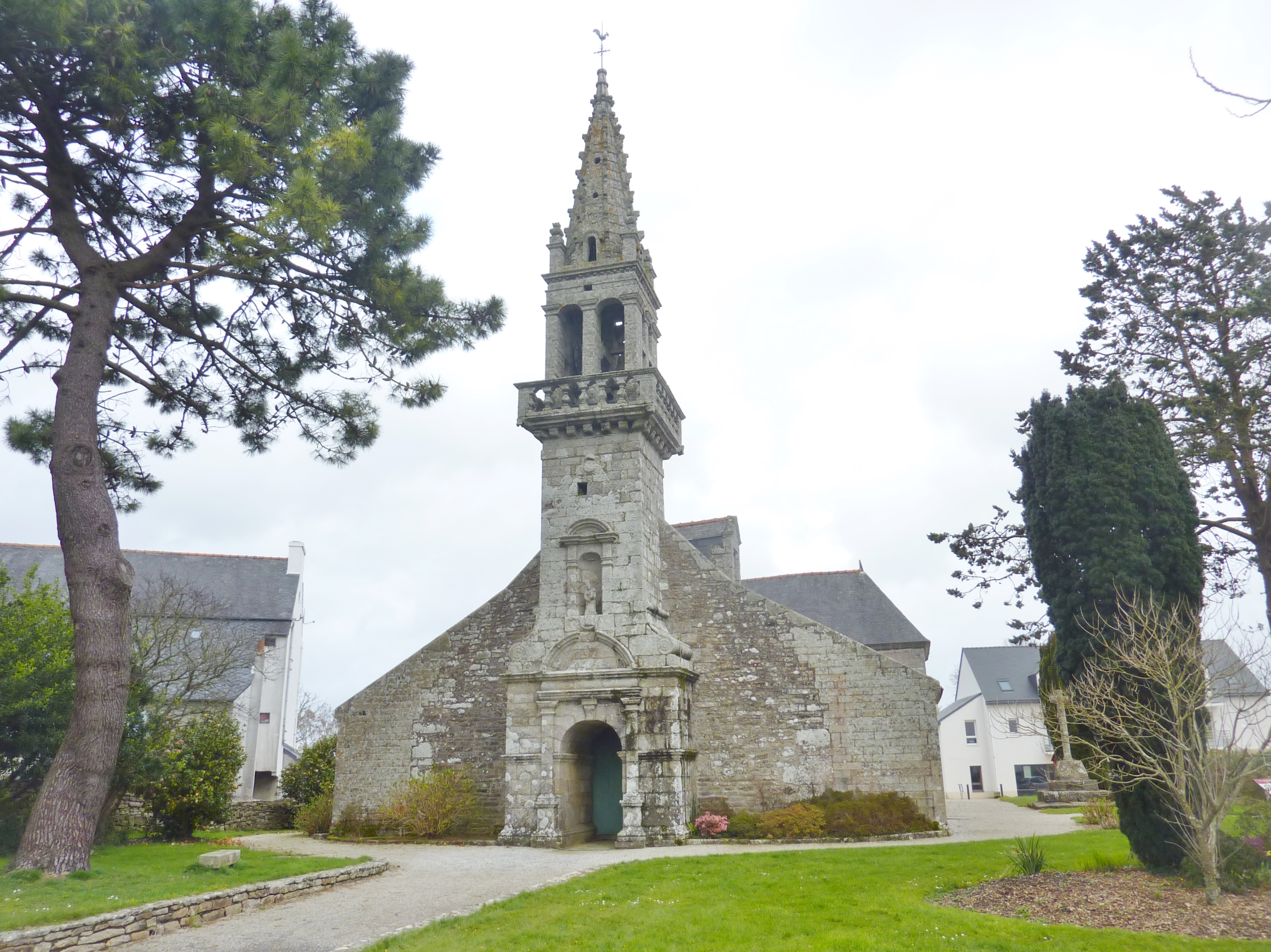
Kirche Saint-Pierre

Siehe auch: Liste der Monuments historiques in Gouesnach